# Rossas (Vieira do Minho)
Pour les articles homonymes, voir Rossas.
Rossas est une paroisse civile portugaise (en portugais : freguesia) de la municipalité de Vieira do Minho dans le district de Braga.

## Géographie
Rossas se situe à 11 km au sud-est de Vieira do Minho.
Rossas est limitrophe des municipalités de Fafe au sud et de Cabeceiras de Basto et Montalegre à l'est. Son territoire occupe le sud de la municipalité, suivant le cours de l'Ave, qui prend sa source à proximité de la paroisse.

## Histoire
Rossas est mentionnée dès le XIe siècle,.
En 1514, Manuel Ier accorde une charte à la municipalité de Rossas, qui comprend également la paroisse d'Anjos. Lorsque la municipalité disparaît en 1836, Rossas est rattachée à Guimarães, puis à Vieira do Minho en 1852 ou 1878.

## Démographie
Lors du recensement de 2021, Rossas compte 1 468 habitants. C'est alors la deuxième paroisse la plus peuplée de la municipalité, derrière la paroisse de Vieira do Minho (2 372 habitants).